# Benson (Arizona)
Benson è una città della contea di Cochise, in Arizona, negli Stati Uniti, a 45 miglia (72 km) a est-sud-est di Tucson. È stata fondata come capolinea della ferrovia per l'area e serve ancora come tale. Al censimento del 2010, la popolazione della città era di 5.105 abitanti.

## Geografia fisica
Secondo lo United States Census Bureau, ha un'area totale di 41,69 mi² (107,98 km²).

## Storia
La città fu fondata nel 1880 quando la Southern Pacific Railroad decise di attraversarla. Prende il nome dal giudice William S. Benson, amico di Charles Crocker, presidente della Southern Pacific. La ferrovia, arrivando via terra dalla California, scelse il sito di Benson per attraversare il fiume San Pedro. Benson fungeva quindi da punto di incrocio ferroviario per ottenere il minerale e il metallo raffinato dal carro, a sua volta spedendo il trasporto ferroviario alle miniere di Tombstone, Fairbank, Contention City e Bisbee. Ad esempio, il punto di distribuzione di merci di Benson si trovava a circa 25 miglia (40 km) da Tombstone, ed era il collegamento ferroviario più vicino ad essa fino al 1882, quando un ramo fu progettato da Benson a Contention City.
Il punto di distribuzione di merci di Benson fu fondato a circa un miglio da una tradizionale traversata della parte superiore del fiume San Pedro (noto anche come Middle Crossing), utilizzata dal Southern Emigrant Trail e dalla San Antonio-San Diego Mail Line. Era il sito della San Pedro Station del Butterfield Overland Mail e di un deposito di carri, la San Pedro River Station, gestita dal 1871 da William Ohnesorgen. Nel 1878 aveva eretto un ponte a pedaggio su cui venivano trasportate le scorte minerarie nei nuovi campi minerari come Fairbank e Tombstone. Due anni dopo questo ponte segnò la posizione del ponte ferroviario che divenne il sito capolinea di Benson.
La città oggi è forse meglio conosciuta come porta d'accesso al Kartchner Caverns State Park. È anche sede dell'acclamato Singing Wind Bookshop, specializzato in libri nel Sud-Ovest.

## Società

### Evoluzione demografica
Secondo il censimento del 2010, la popolazione era di 5.105 abitanti.

### Etnie e minoranze straniere
Secondo il censimento del 2010, la composizione etnica della città era formata dall'87,8% di bianchi, l'1,0% di afroamericani, l'1,0% di nativi americani, lo 0,7% di asiatici, lo 0,2% di oceanici, il 5,8% di altre razze, e il 3,6% di due o più etnie. Ispanici o latinos di qualunque razza erano il 22,1% della popolazione.